# Joseph John Ruocco
Joseph John Ruocco (* 21. April 1922 in Boston, Massachusetts; † 26. Juli 1980) war ein US-amerikanischer römisch-katholischer Geistlicher und Weihbischof in Boston.

## Leben
Joseph John Ruocco empfing am 6. Mai 1948 durch den Erzbischof von Boston, Richard Cushing, das Sakrament der Priesterweihe.
Am 28. Dezember 1974 ernannte ihn Papst Paul VI. zum Titularbischof von Polinianum und bestellte ihn zum Weihbischof in Boston. Der Erzbischof von Boston, Humberto Kardinal Sousa Medeiros, spendete ihm am 11. Februar 1975 die Bischofsweihe; Mitkonsekratoren waren die Weihbischöfe in Boston, Thomas Joseph Riley und Lawrence Joseph Riley.